# Băița, Mureș
Băița, mai demult Băiția (în dialectul săsesc Gisdref, în germană Gindusdorf, Ginsdorf, Deutschgrub, în maghiară Mezőbanyica, Szászbanyica, Banyica) este un sat în comuna Lunca din județul Mureș, Transilvania, România.

## Lăcașuri de cult
- Biserica „Sfinții Arhangheli" (monument istoric)
- Biserica „Sfântul Gheorghe"

## Imagini

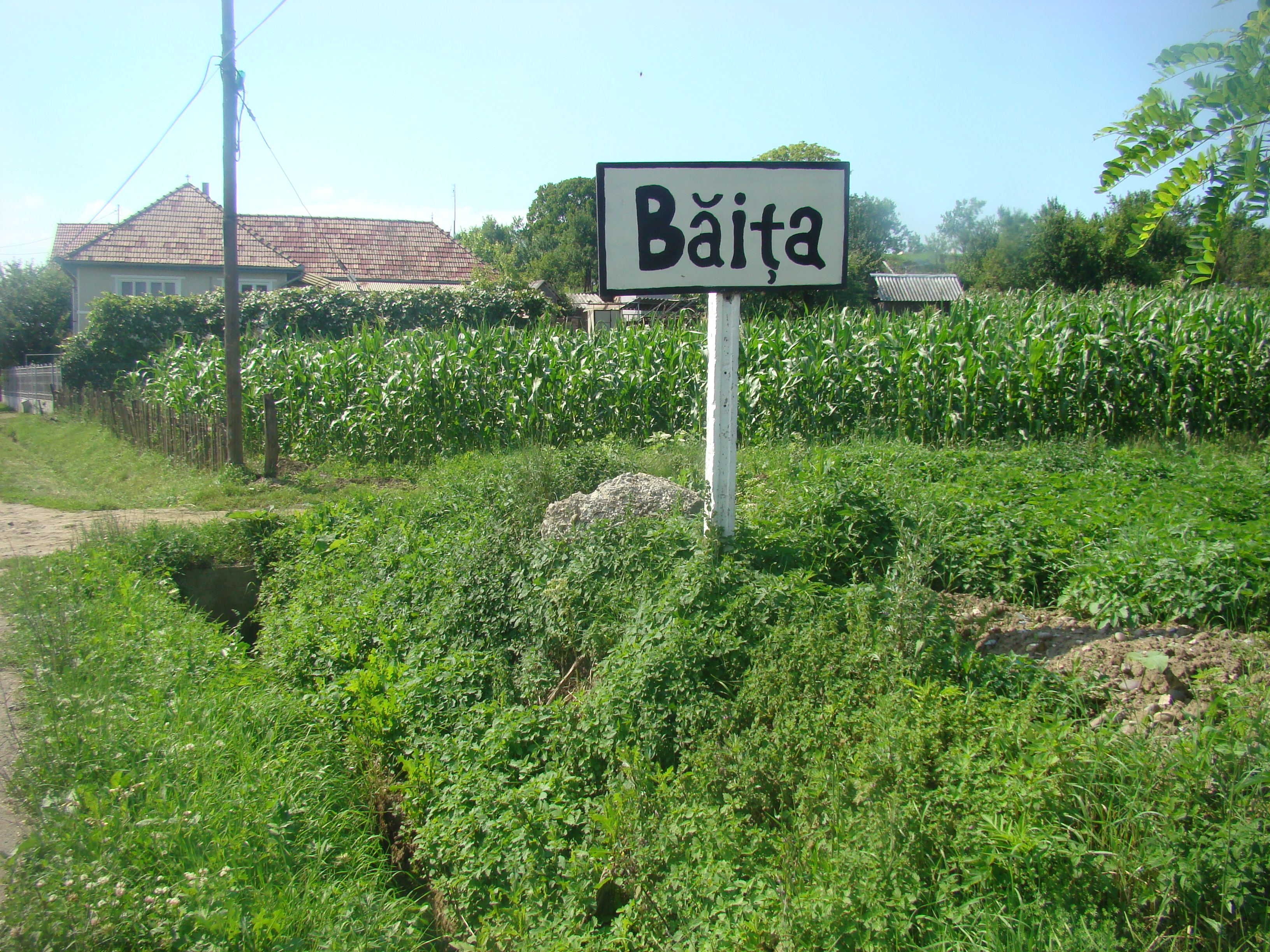
Intrarea în localitate
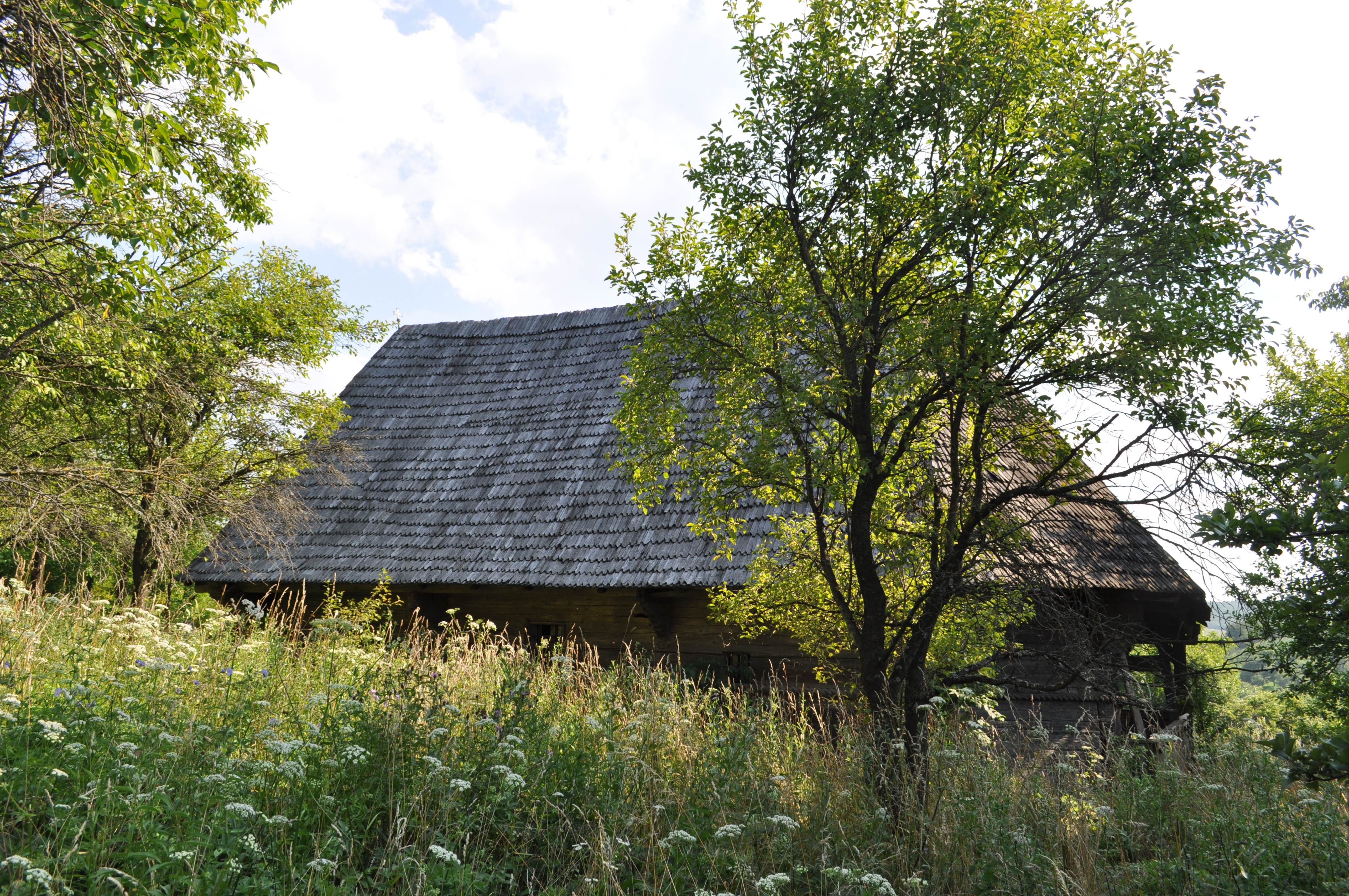
Biserica „Sfinții Arhangheli" (monument istoric)
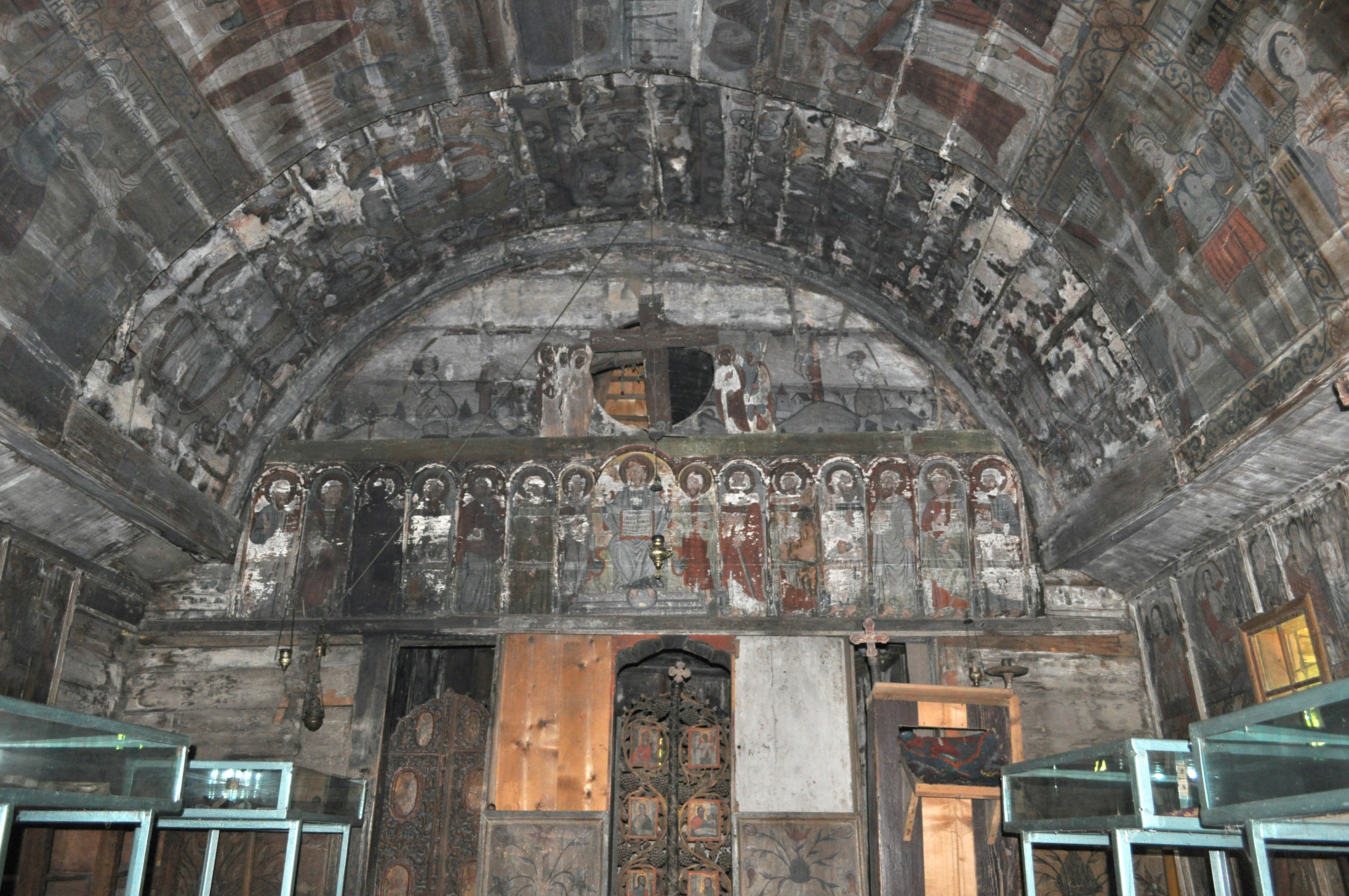
Biserica „Sfinții Arhangheli" (monument istoric)
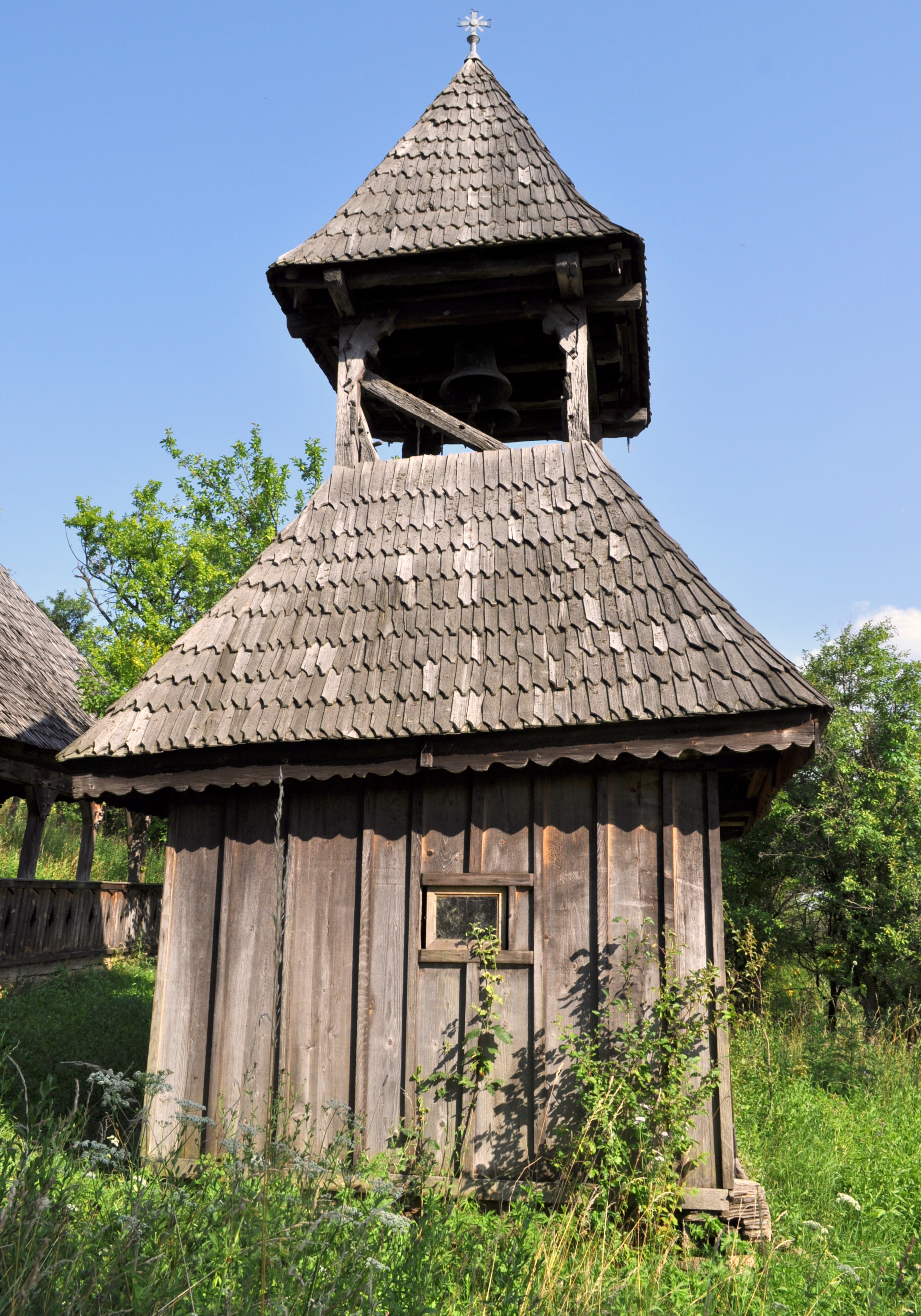
Clopotnița (monument istoric)
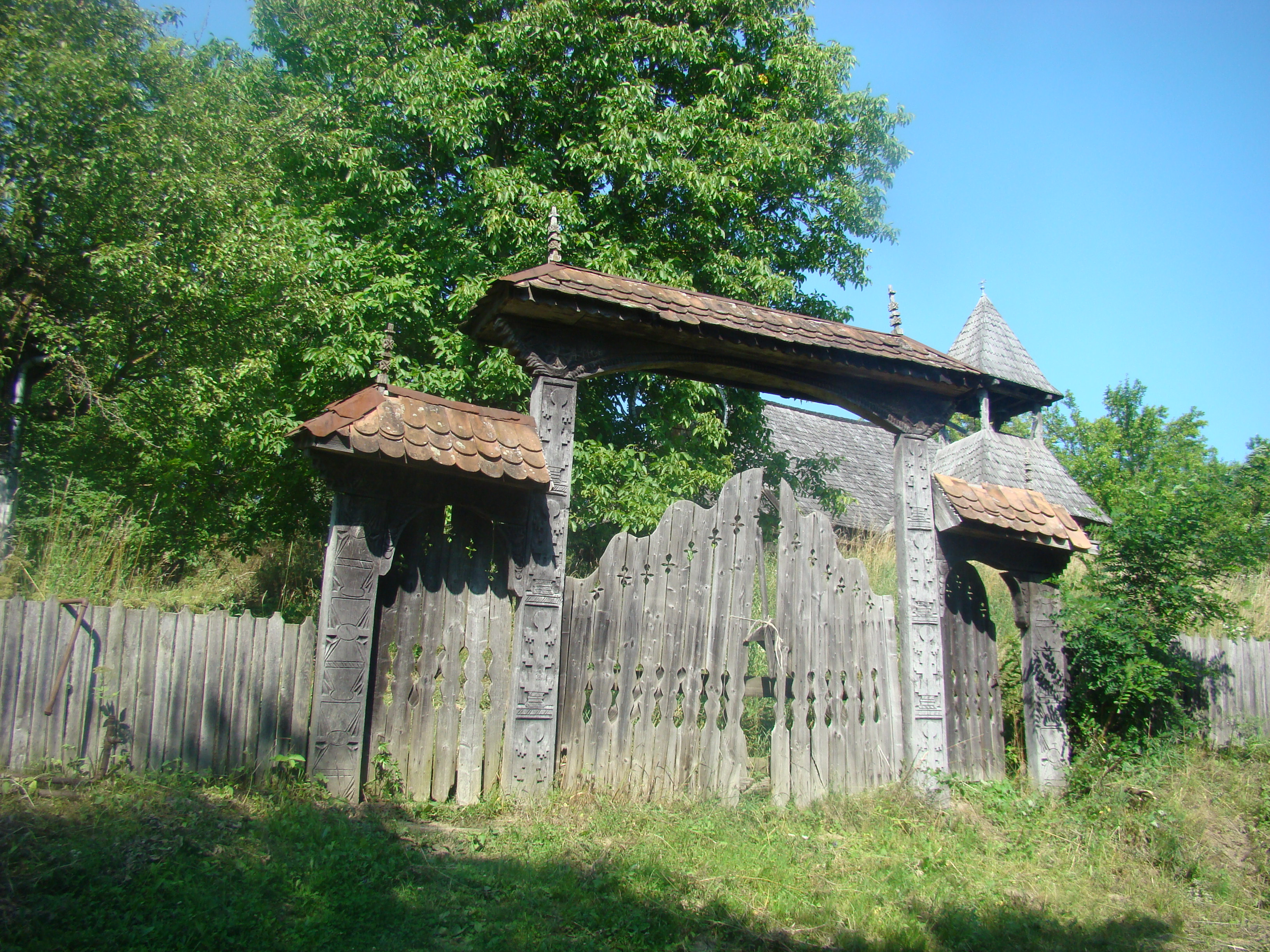
Poarta de lem a bisericii (monument istoric)